# Guyana a 2004. évi nyári olimpiai játékokon
Guyana a görögországi Athénban megrendezett 2004. évi nyári olimpiai játékok egyik részt vevő nemzete volt. Az országot az olimpián 3 sportágban 4 sportoló képviselte, akik érmet nem szereztek.

## Atlétika
Női
| Versenyző      | Versenyszám | Előfutam | Előfutam | Előfutam | Elődöntő | Elődöntő | Elődöntő | Döntő   | Döntő    |
| Versenyző      | Versenyszám | Idő      | Hely.    | Össz.    | Idő      | Hely.    | Össz.    | Idő     | Helyezés |
| -------------- | ----------- | -------- | -------- | -------- | -------- | -------- | -------- | ------- | -------- |
| Aliann Pompey  | 400 m       | 51,33    | 4.       | 6.       | 51,61    | 5.       | 17.      | kiesett | kiesett  |
| Marian Burnett | 800 m       | 2:02,12  | 4.       | 15.      | 2:02,21  | 7.       | 22.      | kiesett | kiesett  |

## Súlyemelés
Férfi
| Versenyző     | Versenyszám | Szakítás | Szakítás | Lökés    | Lökés    | Összesen | Helyezés |
| Versenyző     | Versenyszám | Eredmény | Helyezés | Eredmény | Helyezés | Összesen | Helyezés |
| ------------- | ----------- | -------- | -------- | -------- | -------- | -------- | -------- |
| Julian McWatt | 85 kg       | 125,0    | 18.      | 147,5    | 14.      | 272,5    | 14.      |

## Úszás
Férfi
| Versenyző         | Versenyszám | Előfutam | Előfutam | Előfutam | Elődöntő | Elődöntő | Elődöntő | Döntő   | Döntő    |
| Versenyző         | Versenyszám | Idő      | Hely.    | Össz.    | Idő      | Hely.    | Össz.    | Idő     | Helyezés |
| ----------------- | ----------- | -------- | -------- | -------- | -------- | -------- | -------- | ------- | -------- |
| Onan Orlando Thom | 100 m gyors | 55,24    | 6.       | 59.      | kiesett  | kiesett  | kiesett  | kiesett | kiesett  |